# Mermessus perplexus
Mermessus perplexus là một loài nhện trong họ Linyphiidae.
Loài này thuộc chi Mermessus. Mermessus perplexus được Alfred Frank Millidge miêu tả năm 1987.